# Маклинс, Чиноньерем
Чиноньерем Маклинс (англ. Chinonyerem Macleans; 1 октября 1999, Аба, Нигерия) — нигерийская футболистка, нападающая саудовского клуба «Аль Шабаб» и сборной Нигерии.

## Биография

### Клубная карьера
В начале карьеры выступала на родине за клубы «Абия Энжелс» и «Байелса Квинс». В 2020 выступала за белорусскую «Бобруйчанку», откуда перешла в женский чемпионат Польши. За Гурник Ленчна в польской Экстралиге сыграла 26 матчей, стала лучшим бомбардиром чемпионата с 20-ю забитыми мячами. Всего на её счету 24 гола. Её результативность помогла Гурник Ленчна выиграть серебряные медали и Кубок Польши.
Летом 2022 года перешла в московский «Локомотив». Первый матч провела 20 августа 2022 года против «Ростова», первый гол забила 16 октября 2022 года в ворота ЦСКА. В составе «Локомотива» стала бронзовым призёром Чемпионата России 2022 и 2023 годов. В августе 2024 года покинула «Локомотив» и перешла в саудовский «Аль Шабаб».

### Карьера в сборной
Благодаря успешному сезону в польском чемпионате получила вызов в национальную команду Нигерии, где конкурировала с Ордегой, Опаранози, Ошоала.
На прошедшем Кубке Африки 2022 дебютировала за сборную, дважды выходила на замену.

## Личная жизнь
Родилась в семье, где было шестеро детей: 3 мальчика и 3 девочки, Чиноньерем самая младшая.